# Liu Feiliang
Liu Feiliang (chinesisch 劉飛亮 / 刘飞亮, Pinyin Liú Fēiliàng; * 27. März 1985 in Qingdao) ist ein ehemaliger chinesischer Leichtathlet, der sich auf den Stabhochsprung spezialisiert hat.

## Sportliche Laufbahn
Erste internationale Erfahrungen sammelte Liu Feiliang im Jahr 2004, als er bei den Juniorenweltmeisterschaften in Grosseto mit übersprungenen 5,40 m die Bronzemedaille im Stabhochsprung gewann. Anschließend nahm er erstmals an den Olympischen Sommerspielen in Athen teil und brachte dort in der Qualifikationsrunde keinen gültigen Versuch zustande. Im Jahr darauf brachte er auch bei den Weltmeisterschaften in Helsinki in der Vorrunde keinen gültigen Versuch zustande, wie anschließend auch bei den Asienmeisterschaften in Incheon und bei den Hallenweltmeisterschaften 2006 in Moskau. 2007 verpasste er bei den Weltmeisterschaften in Osaka mit 5,65 m den Finaleinzug und siegte dann im November mit einer Höhe von 5,30 m bei den Hallenasienspielen in Macau. Im Jahr darauf schied er bei den Hallenweltmeisterschaften in Valencia mit 5,55 m in der Vorrunde aus und im August nahm er erneut an den Olympischen Sommerspielen in Peking teil und verpasste dort mit 5,55 m den Finaleinzug. 2009 siegte er mit 5,60 m bei den Asienmeisterschaften im heimischen Guangzhou und beendete daraufhin seine aktive sportliche Karriere im Alter von 24 Jahren.

## Persönliche Bestleistungen
- Stabhochsprung: 5,71 m, 20. Juli 2007 in Guangzhou
  - Stabhochsprung (Halle): 5,62 m, 27. Januar 2008 in Shanghai